# Dušan Rajković
Dušan Rajković, cyr. Душан Рајковић (ur. 17 czerwca 1942 w Kruševacu) – serbski szachista i trener szachowy, arcymistrz od 1977 roku.

## Kariera szachowa
Od 1962 r. wielokrotnie startował w finałach indywidualnych mistrzostw Jugosławii, największy sukces odnosząc w 1983 r. w Hercegu Novim, gdzie wspólnie z Božidarem Ivanoviciem zajął I miejsce. Dzięki temu wynikowi zakwalifikował się do reprezentacji kraju na rozegranych w tym samym roku w Płowdiwie drużynowych mistrzostwach Europy, zdobywając srebrny medal. Poza tym, w latach 1966 - 1968 trzykrotnie wystąpił w drużynowych mistrzostwach świata studentów (najlepszy wynik: Örebro 1966, IV m.)
Sukcesy w turniejach międzynarodowych:
- 1975 – Belgrad (I-IV m.),
- 1976 – Vrnjačka Banja (I-II m.), Majdanpek (III m. za Milanem Matuloviciem i Josefem Pribylem),
- 1977 – Smederevska Palanka (dz. I m. wspólnie z Slobodanem Martinoviciem),
- 1978 – Titovo Užice (III m. za Ljubomirem Ljubojeviciem i Janem Smejkalem),
- 1979 – Vršac (memoriał Borislava Kosticia, II m. za Michaelem Steanem), Smederevska Palanka (I m.), Trstenik (II-III m.),
- 1980 – Ateny (turniej Acropolis, I m.),
- 1981 – Smederevska Palanka (dz. II m. za Slodobanem Martinoviciem, wspólnie z Nickiem de Firmianem i Ewgeni Ermenkowem),
- 1982 – Smederevska Palanka (II m. za Gyula Saxem),
- 1986 – Nowy Sad (dz. II m. za Siegiejem Smaginem, wspólnie z Miłko Popczewem),
- 1987 – Bruksela (turniej OHRA Open, dz. I m. wspólnie z Jeroenem Piketem i Glennem Flearem),
- 1988 – Baden-Baden (dz. II m. za Witalijem Cieszkowskim, wspólnie z Mihai Șubą),
- 1991 – Ptuj (III m. za Emirem Dizdareviciem i Bojanem Kurajicą),
- 1994 – Madryt (turniej B, II m. za Carlosem Garcią Palermo),
- 2001 – Bajmok (II m. za Peterem Vargą), Novi Becej (dz. I m. wspólnie z Miroslavem Tosiciem(inne języki) i Julianem Radulskim),
- 2002 – Bačka Palanka (dz. I m. wspólnie z m.in. Sinišą Dražiciem i Dmitrijem Swietuszkinem),
- 2003 – Belgrad (dz. II m. za Nikola Đukiciem, wspólnie z m.in. Olegiem Romaniszynem, Miroslavem Markoviciem(inne języki) i Gieorgijem Timoszenko),
- 2005 – Senta (dz. II m. za Miodragem Saviciem, wspólnie z m.in. Borko Lajthajmem(inne języki) i Dusanem Popoviciem(inne języki)),
- 2006 – Belgrad (dz. I m. wspólnie z Zvonko Stanojoskim, Danilo Milanoviciem(inne języki) i Igorem Miladinoviciem),
- 2007 – Nowy Sad (dz. I m. wspólnie z Miroljubem Laziciem(inne języki)),
- 2008 – Belgrad (dz. II m. za Milošem Pavloviciem, wspólnie z m.in. Boško Abramoviciem i Iriną Czeluszkiną).

Najwyższy ranking w karierze osiągnął 1 lipca 2007 r., z wynikiem 2522 punktów zajmował wówczas 17. miejsce wśród serbskich szachistów.